# Fekete gólya
A fekete gólya (Ciconia nigra) a madarak (Aves) osztályának a gólyaalakúak (Ciconiiformes) rendjébe, ezen belül a gólyafélék (Ciconiidae) családjába tartozó faj.

## Előfordulása
Nyugat-Európában Spanyolországban, Portugáliában és Németországban fordul elő, kelet felé azonban elterjedt egészen Észak-Kínáig. Síkságon és hegyvidéken egyaránt előfordul.

## Megjelenése
Testhossza 90-105 centiméter, szárnyfesztávolsága 173-205 centiméter, tömege 3000 gramm. Feje fekete, nyaka, melle és háta matt fekete, melyek fémes zöld vagy ibolya csillogásúak. Röptében a szárnyon alul, csak egy fehér háromszög van a hónaljnál. A fiatal példányok csőre és lába szürkészöld, az idősebbeké piros.

## Életmódja
Elsősorban a vizes élőhelyek közelében elterülő erdőket kedveli. Fontos számára a háborítatlanság, az ember jelenlétét nem szereti. Élőhelyét elsősorban a fakitermelés veszélyezteti, hiszen a fészkét akkor is elhagyja, ha a közelben kivágják a fákat.
Gázlómadárként sekély vízben kutat élelem után, előszeretettel vadászik kisebb gerincesekre, vízirovarokra. Olykor a fészkelőhelye közelében elterülő mezőgazdasági területen egerészik gémekkel, fehér gólyákkal egy csapatban.
Augusztusban ártereken, holtágakban gyülekezik, sokszor a gémekkel alkot egy csapatot. Afrikában telel ki, majd márciusban érkezik vissza Európába.

## Szaporodása
Gallyakból álló fészkét a lombkorona alsó részébe, egy kihajló vastag ágra rakja. Ha a fészek elpusztul, ritkán épít újat, inkább elfoglal egy másik, elhagyott fészket. A 3-5 tojásból álló fészekaljon a szülők felváltva ülnek. Miután a 30-35 napos költési idő leteltével a fiókák kikelnek, a tojó vigyáz rájuk, míg a hím eleséget hord. Később már felváltva hordják a táplálékot. A fiókák július közepén hagyják el a fészket és megtanulnak önállóan táplálkozni.

## Kárpát-medencei előfordulása
Magyarországon kis állománya él, költ a Hanságban, a Vendvidéken, az Őrségben és a Szigetközben, a Felső-Tisza-vidékén, a folyókat kísérő erdőkben.

## Fogságban
Európában az Európai Állatkertek és Akváriumok Szövetsége felügyelete alá tartozó Európai Veszélyeztetett Fajok Programja (EEP) keretében tenyésztik a faj egyedeit.
Állatkertben nem gyakori, a veszprémi Kittenberger Kálmán Növény- és Vadasparkban tartanak két példányt és a Szegedi Vadasparkban is tartanak szintén kettőt.

## Galéria

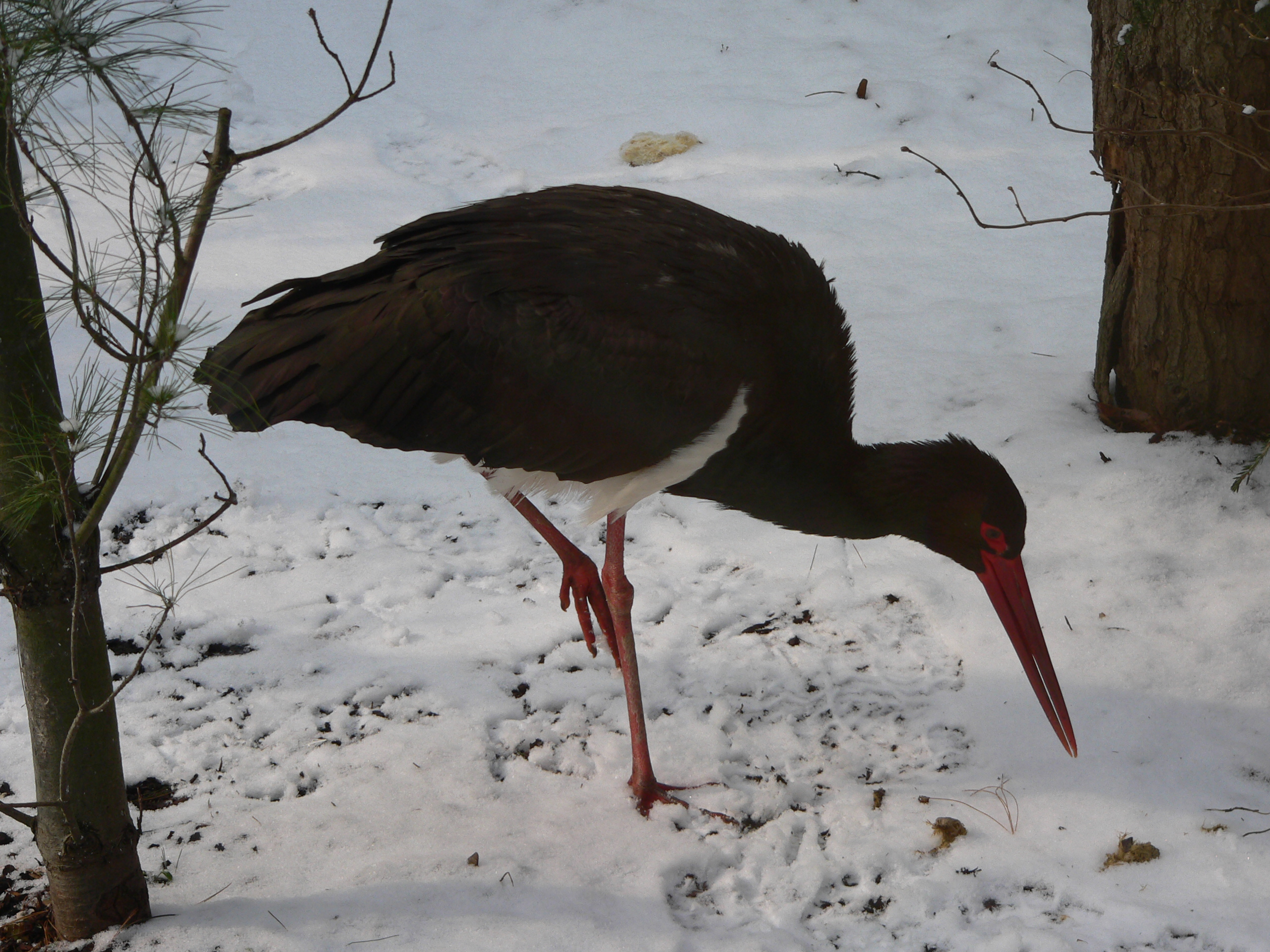
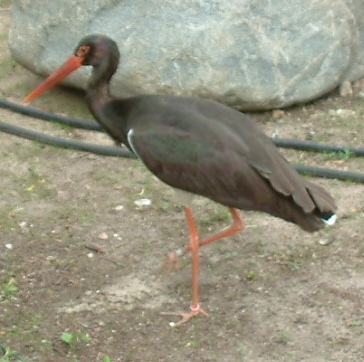
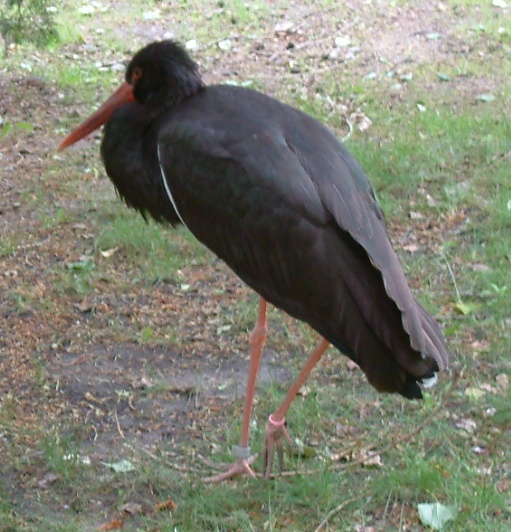
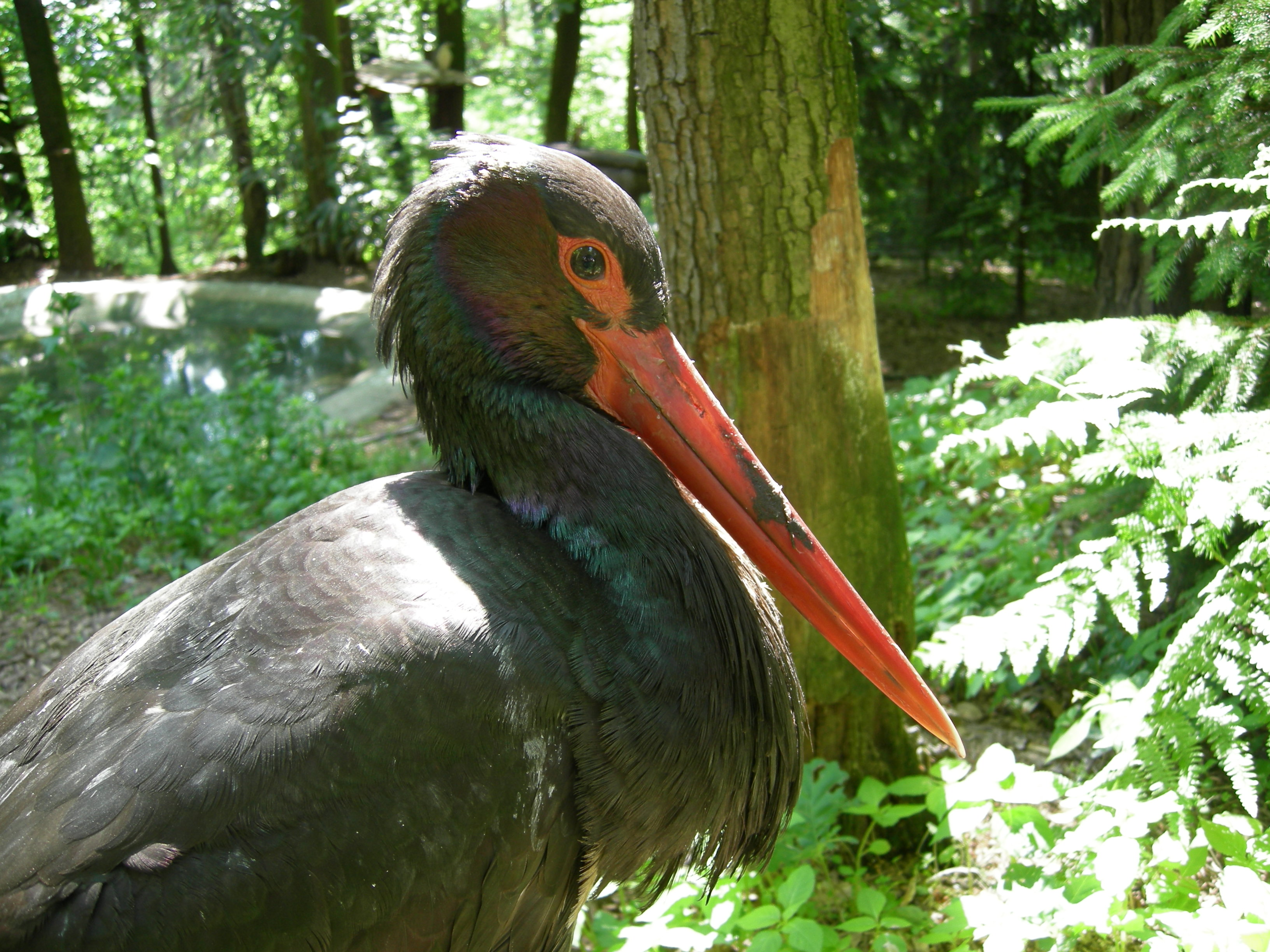
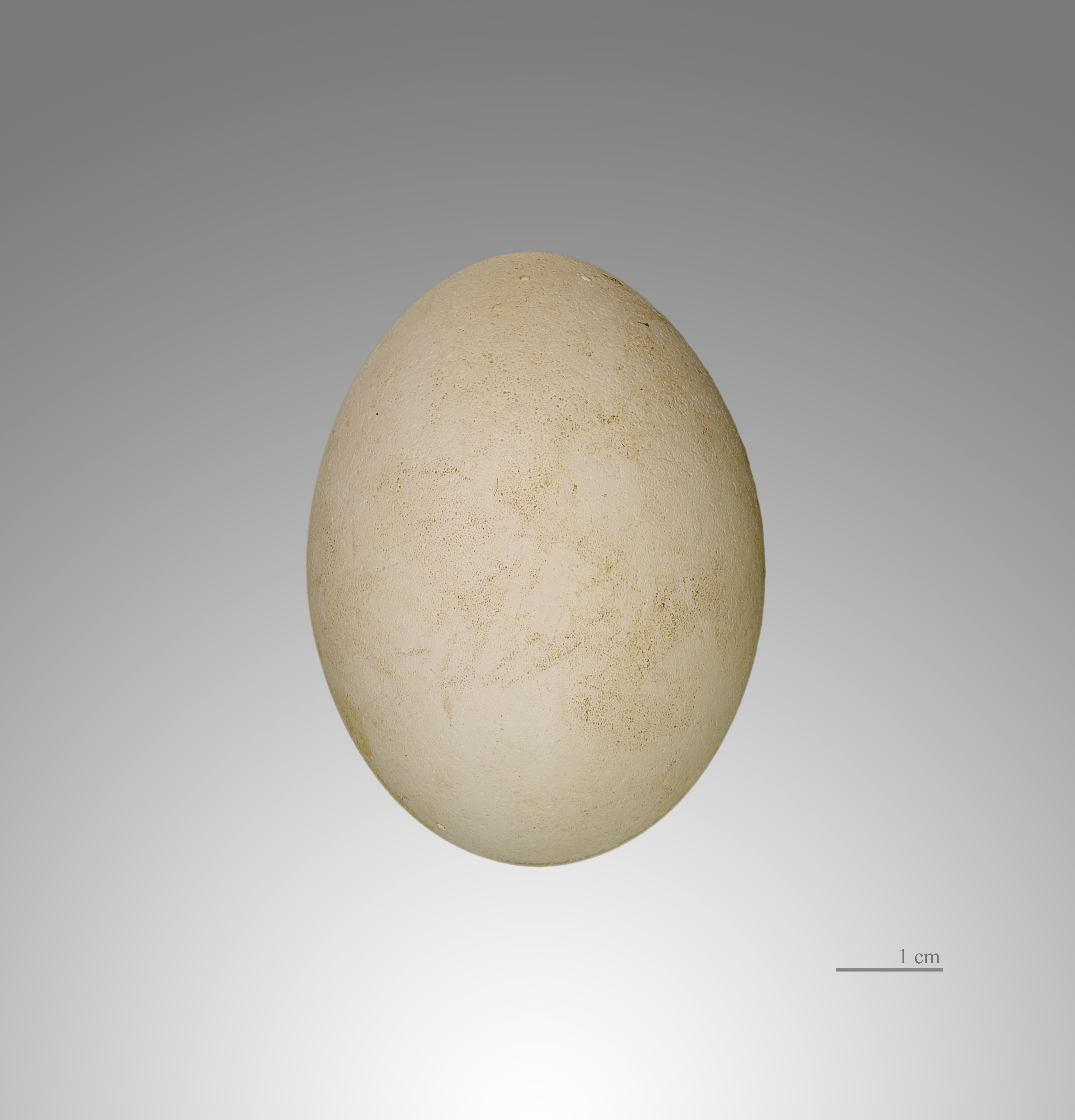